# Grottes de Matata
Pour les articles homonymes, voir Matata.
Les grottes de Matata sont situées dans la commune de Meschers-sur-Gironde, à une dizaine de kilomètres de Royan, en Charente-Maritime. Proches des grottes du Régulus, dont elles partagent de nombreuses caractéristiques, elles sont un site touristique de premier plan.

## Tourisme
En 2003, ces grottes ont été fréquentées par 23 000 visiteurs et figuraient dans les quarante sites les plus visités de la région Poitou-Charentes.
Ouvertes à la visite de Pâques à la Toussaint, elles forment un musée consacré à la vie des « Troglodytes » au cours des siècles.
Des terrasses aménagées à même la falaise permettent d'embrasser un large panorama sur le plus grand estuaire sauvage d'Europe, depuis le phare de Cordouan jusqu'aux côtes du Médoc (pointe de Grave, pointe de la Chambrette et môle d'escale du Grand port maritime de Bordeaux...) et à la baie de Talmont. Certaines grottes ont été transformées en crêperie, en bar et en hôtel.

## Habitat troglodytique
Les grottes de Matata constituent un ensemble d'habitations troglodytiques aménagées dans des cavités naturelles au cours des siècles. Creusées dans de puissantes falaises calcaires qui dominent l'estuaire de la Gironde de près de trente mètres, elles sont un lieu emblématique du département de la Charente-Maritime. Disposées sur deux étages, elles forment un réseau de cellules auxquelles on accède par des couloirs et des escaliers.
Au VIIIe siècle, les Sarrasins ont creusé, d'après la tradition, des silos dans les terrasses, encore visibles et qui servirent plus tard à cacher le sel de la contrebande afin de ne pas payer l'impôt de la gabelle.
Des habitats traditionnels saintongeais ont été reconstitués, illustrant, mannequins, meubles et ustensiles à l'appui, la vie de ceux qui ont vécu dans ces grottes au fil des siècles. Une salle a été convertie en un petit écomusée où sont présentés des fossiles, mais aussi des aquariums, où évoluent des espèces animales typiques de l'estuaire de la Gironde (notamment l'esturgeon, qui a longtemps donné le caviar de Gironde).

## Contexte géologique
D'un point de vue géologique, les falaises dans lesquelles ont été aménagées les grottes du Régulus et de Matata résultent d'une élévation considérable du niveau de la mer, intervenue pendant la période cénomanienne (« mer cénomanienne »), au crétacé. L'accumulation de dépôts d'origine végétale (plantes, algues...) et animales (poissons, coquillages, reptiles marins...) ont formé, au cours des siècles, des couches de sédiments d'une hauteur impressionnante, qui ont été immergées et submergées à plusieurs reprises. La partie supérieure des falaises est constituée de strates datant de la période maastrichtienne (environ  -70,6 ± 0,6 et -65,5 ± 0,3 million d'années), c'est-à-dire la toute fin de la période crétacé. Des cavités naturelles, issues de phénomènes de dissolution habituels dans le calcaire, et agrandies au fil des siècles par l'homme, ont servi pendant des siècles d'habitat ou de refuge. Elles ont été aménagées en musée au cours des années 1980.

## Étymologie
Le nom de « Matata » reste aujourd'hui encore un mystère.
L'écrivain Paul Dyvorne a imaginé une légende dans les années 1930, inspirée toutefois de faits authentiques. Au XVIe siècle, Charlotte de La Trémoille, épouse du prince Henri de Bourbon-Condé, effectue plusieurs séjours à Meschers, où elle possède le château Bardon.
Le 3 mars 1588, le prince meurt subitement et les médecins concluent à un empoisonnement. Le meurtre est attribué à sa veuve, qui aurait agi de concert avec son page — et supposé amant —, Permilhac de Belcastel, et son intendant Jean Ancelin. Si Charlotte de La Trémoille, emprisonnée, finit par être innocentée sous Henri IV, son page « se volatilise ».
La légende veut qu'il ait trouvé refuge dans les grottes de Meschers, où il aurait vécu en ermite pendant plusieurs années. Un jour, quelqu'un, l'ayant découvert, lui aurait demandé son nom : ce à quoi, surpris, il aurait répondu « Matuta », interprété comme une citation du poème en latin « Matuta, Matutina » vantant les beautés de l'aurore. Le nom serait devenu, par déformation : « Matata ». L'histoire de « Matata », le mystérieux reclus, se termine par un drame : devenu suspect aux yeux des  habitants qui le prennent pour un sorcier, il aurait été emmuré vivant dans sa grotte.

Grottes de Matata
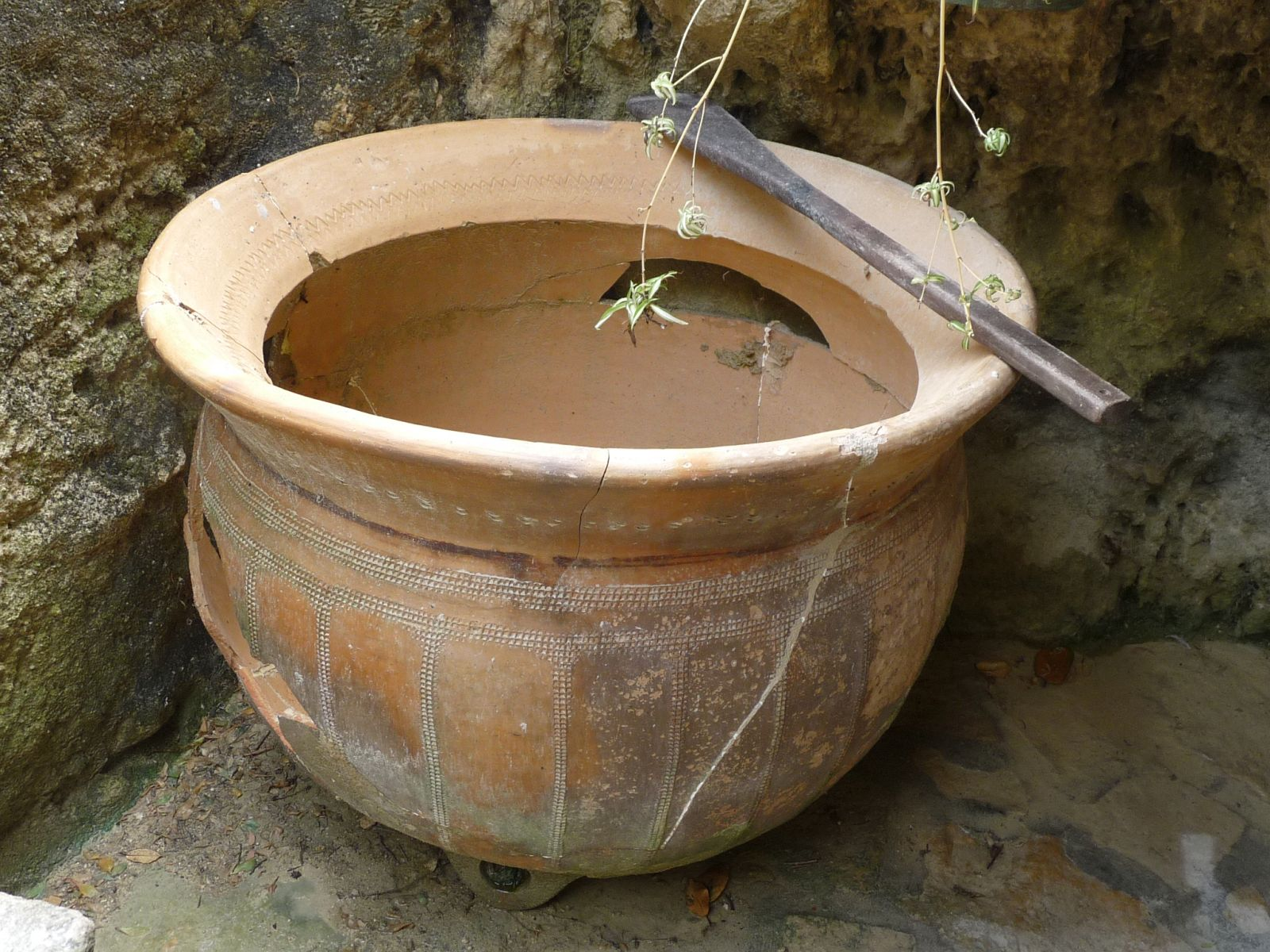
Une ponne, près de la fontaine.
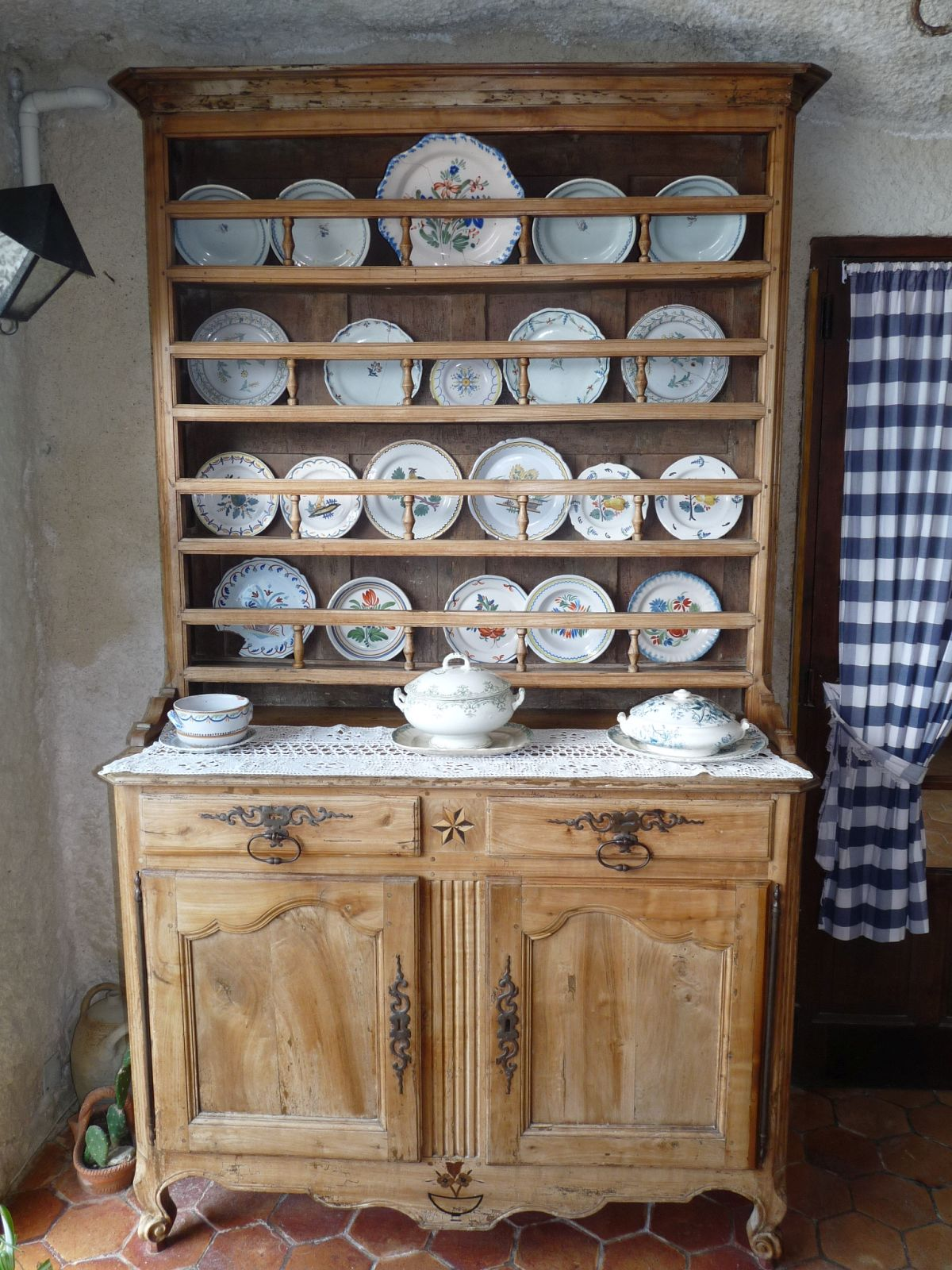
Vaisselier charentais.
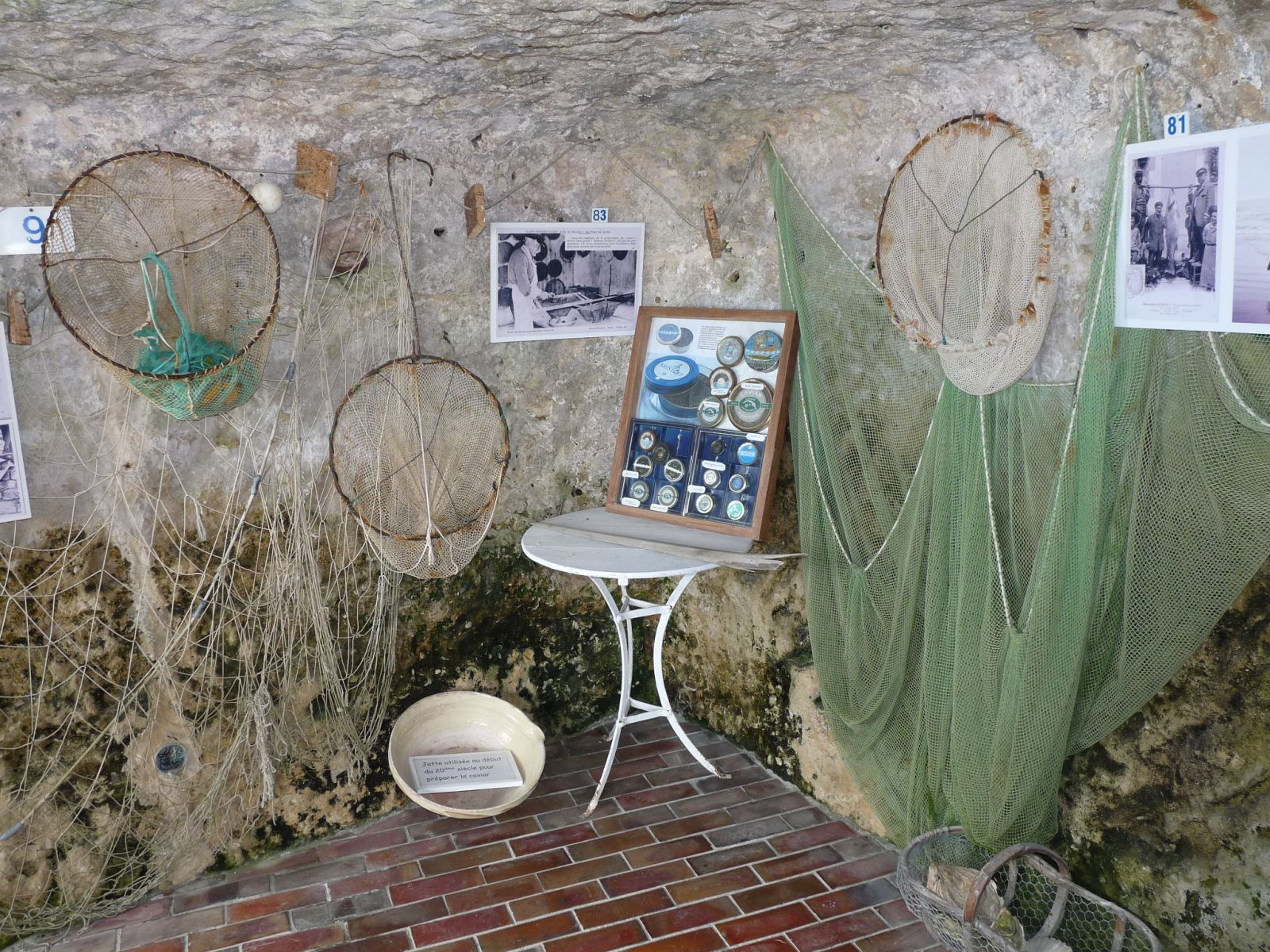
Filets servant à pêcher esturgeons et pibales.
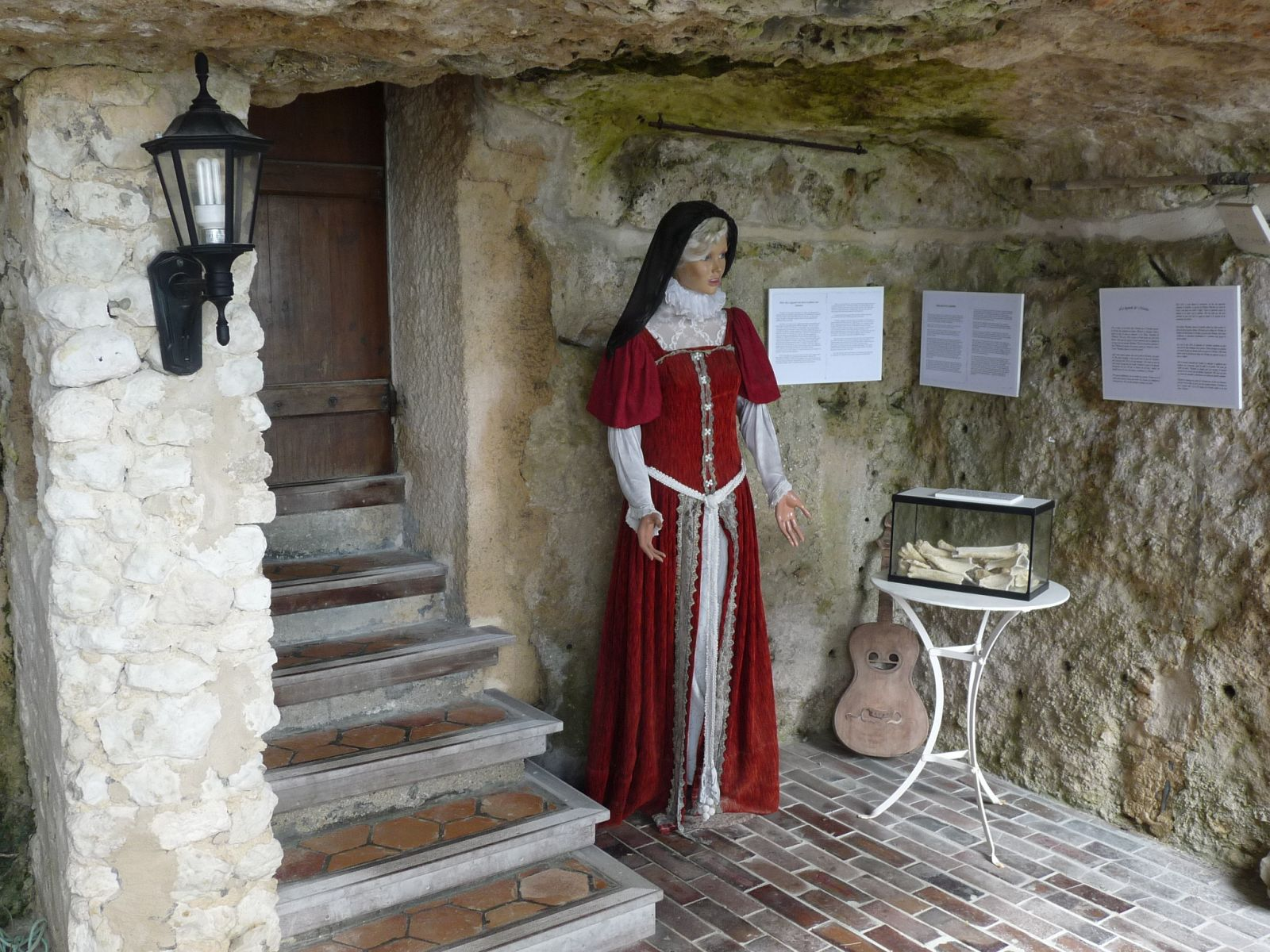
Charlotte de La Trémoille et légende de Matata.